# Alberto Sanvitale
Alberto Sanvitale (... – Parma, 16 maggio 1257) è stato un vescovo cattolico italiano.

## Biografia
Era figlio di Guarino, guerriero e letterato e di Margherita Fieschi, sorella di papa Innocenzo IV. Rimase orfano del padre in tenera età. Fu arcidiacono della chiesa di Parma. Suo zio, papa Innocenzo IV, volle fosse eletto vescovo (1244) per contrastare le mire dei ghibellini della città. Nel 1245, con la conquista di Parma da parte di Federico II di Svevia, dovette fuggire dalla città e nel 1246 intervenne al Concilio di Lione, quando l'imperatore venne scomunicato. Si ritirò allora a Milano e, dopo la morte di Federico II (1250) ritornò a Parma. Con la nomina nel 1254 di Giberto da Gente a podestà di Parma, il vescovo Alberto fu costretto a riparare a Roma da Innocenzo IV. Alla sua morte ritornò a Parma, ivi morendo nel 1257. Fu sepolto nella cattedrale.